# Because I Love You
Because I Love You è un singolo della cantante pop svedese September, pubblicato il 26 novembre 2008 dall'etichetta discografica Catchy Tunes.
La canzone è stata scritta da Niclas von der Burg, Anoo Bhagavan e Jonas von der Burg ed è stata prodotta da quest'ultimo. È stata estratta come singolo dal terzo album della cantante, Dancing Shoes.

## Tracce
CD-Maxi (Catchy Tunes CATCHY 095  [se])
1. Because I Love You (Radio Edit) - 3:17
2. Because I Love You (Dave Ramone Radio Edit) - 2:47
3. Because I Love You (Radio Extended) - 5:37
4. Because I Love You (Clubmix Short) - 3:48
5. Because I Love You (Clubmix Extended) - 5:45
6. Because I Love You (Dave Ramone Extended) - 5:33
7. Because I Love You (Jazzy Candlelight) - 3:51

## Classifiche
| Classifica (2008) | Posizione raggiunta |
| ----------------- | ------------------- |
| Svezia            | 43                  |